# Lubián (kommunhuvudort)
Lubián är en kommunhuvudort i Spanien.   Den ligger i provinsen Provincia de Zamora och regionen Kastilien och Leon, i den nordvästra delen av landet, 300 km nordväst om huvudstaden Madrid. Lubián ligger 1 034 meter över havet och antalet invånare är 368.
Terrängen runt Lubián är huvudsakligen lite bergig. Lubián ligger nere i en dal. Runt Lubián är det mycket glesbefolkat, med 6 invånare per kvadratkilometer. Närmaste större samhälle är Cobreros, 17,4 km öster om Lubián. 